# Književnost u 1915.
◄◄ | ◄ | 1912. | 1913. | 1914. | 1915.  | 1916. | 1917. | 1918. | ► | ►►
Arhitektura • Astronomija • Biologija • Film • Fotografija • Glazba • Kazalište • Kemija • Kiparstvo • Knjige • Književnost • Kršćanstvo • Meteorologija • Medicina • Planinarstvo • Politika • Pravo • Promet • Slikarstvo • Strip • Šport • Televizija • Znanost • Zrakoplovstvo • Željeznički promet
Književnost u 1915.

## Svijet

### Književna djela
- Knulp Hermanna Hessea
- Preobrazba Franza Kafke

### Nagrade i priznanja
- Nobelova nagrada za književnost:

### Rođenja
- 10. lipnja – Saul Bellow, američki književnik († 2005.)

### Smrti
- 6. travnja – Musa Ćazim Ćatić, bošnjački književnik (* 1878.)

## Hrvatska i u Hrvata

### Rođenja
- 10. ožujka – Joža Horvat, hrvatski književnik, pripovjedač i putopisac († 2012.)

## Vanjske poveznice
|  | Zajednički poslužitelj ima još gradiva o temi Književnost u 1915. |